# Jeannine Cook
Jeannine Cook (1944) es una artista contemporánea estadounidense, especialista en dibujos con punta de plata. Trabaja en sus estudio situado en Palma de Mallorca, España. Jeanne Nelson Szabo, exprofesora de arte en la Universidad de California Los Ángeles le aconsejó centrarse en la práctica del arte, más que en los idiomas y en el periodismo free-lance, y Cook debutó en 1979 con una exposición de acuarelas en Westchester, Nueva York, seguida de otras exposiciones en Nueva York.
En poco tiempo, Cook fue elegida por jurado como socia de organizaciones artísticas como el Mamaroneck Artists Guild, Catherine Lorillard Wolfe Artists Club, Nueva York, y el American Artists Professional League, Nueva York, con quienes exponía a menudo su obra. Luego fue seleccionada como miembro de la National Association of Women Artists, The Pen & Brush, en Nueva York, y el Women’s Caucus for Art; consiguió también ser miembro de firma de la Georgia Watercolour Society.
En 1983, Cook se trasladó con su esposo a la costa de Georgia, donde el matrimonio dedicó dos años a la construcción de una casa de postes y vigas junto a las marismas saladas. Durante este periodo, dejó de lado su práctica artística.  
Cuando regresó al arte, empezó a dibujar con punta de metal, técnica poco conocida por los artistas y por el público en general. Muy pronto, Cook llegó a presentar su obra en exposiciones individuales en los museos locales y en galerías en Georgia y más allá. Sus dibujos y sus acuarelas ya empezaron a entrar en las colecciones de numerosos museos y coleccionistas privados. Su obra fue adquirida por el Georgia Acquisition Program para el Gainesville College en 1986. En 2003, fue galardonada con un encargo público del Fulton County Arts Council, Atlanta, Georgia. A partir de 2011, Cook se dedicó cada vez más al dibujo y menos a la pintura a la acuarela.
La práctica del dibujo de Cook sigue sobre todo en Europa, con exposiciones individuales y colectivas frecuentes en los dos continentes. Su obra figura ahora en las colecciones de museos como el British Museum y el Victoria & Albert Museum en Londres, el Museum of Fine Arts  Houston (Texas), Museo de Bellas Artes de Bilbao (España) y Berkeley Art Museum and Pacific Film Archive (Berkeley, California), entre muchos otros por el mundo.

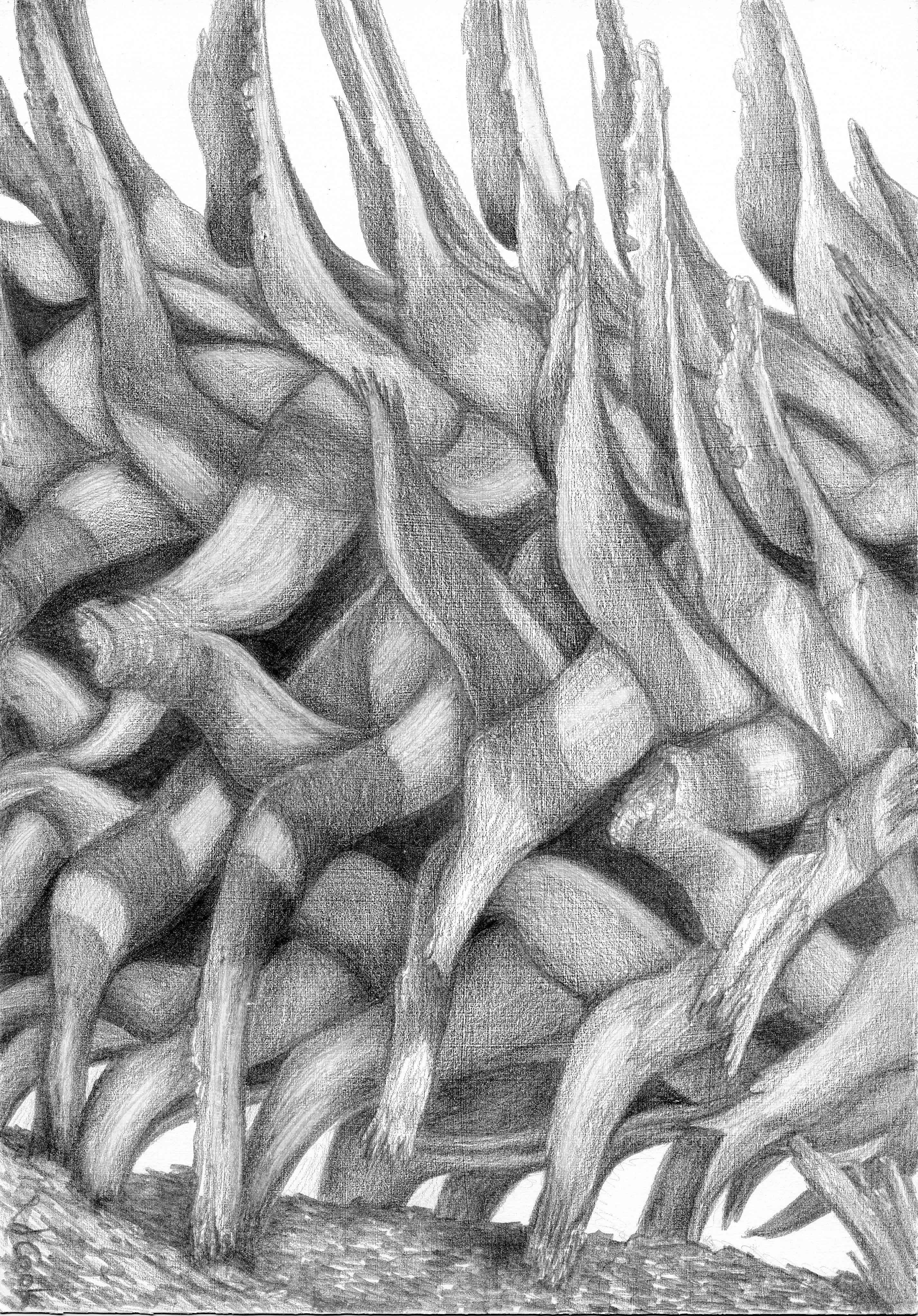
Fallen Palmetto, punta de plata, Jeannine Cook
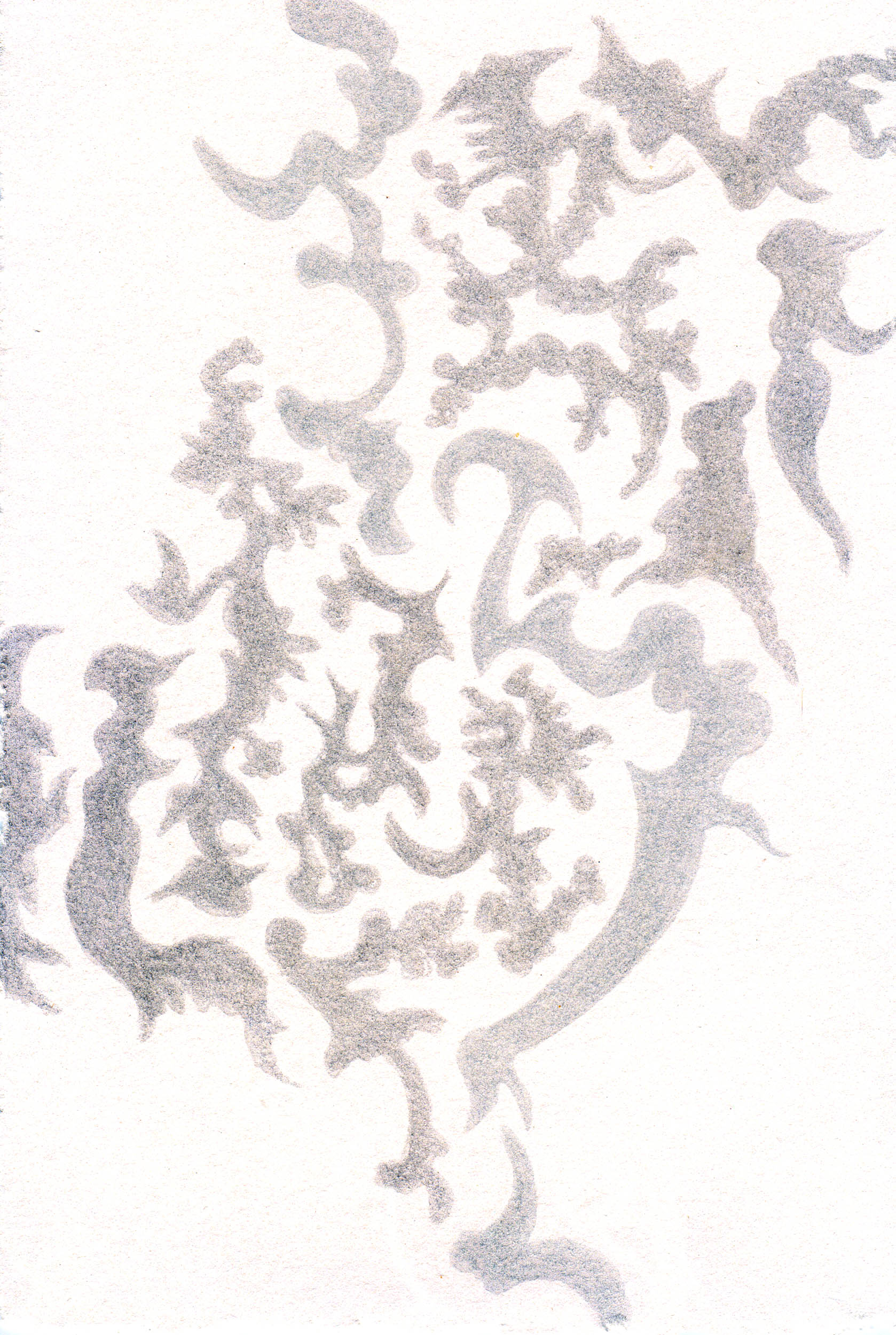
Limestone Lace, punta de plata, punta de oro, Jeannine Cook
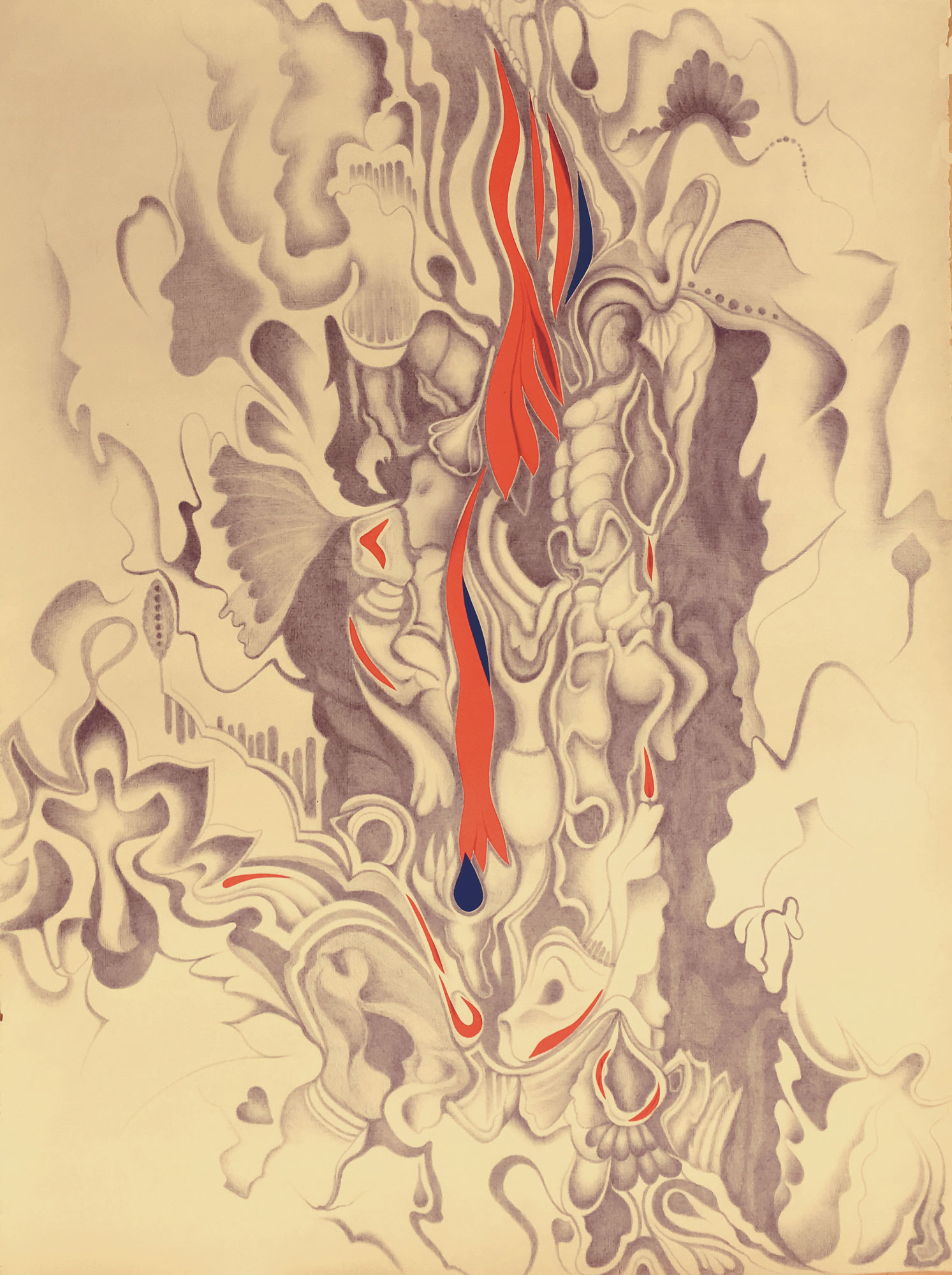
Miró's Pine Tree 2, punta de plata, papel Plike, Jeannine Cook
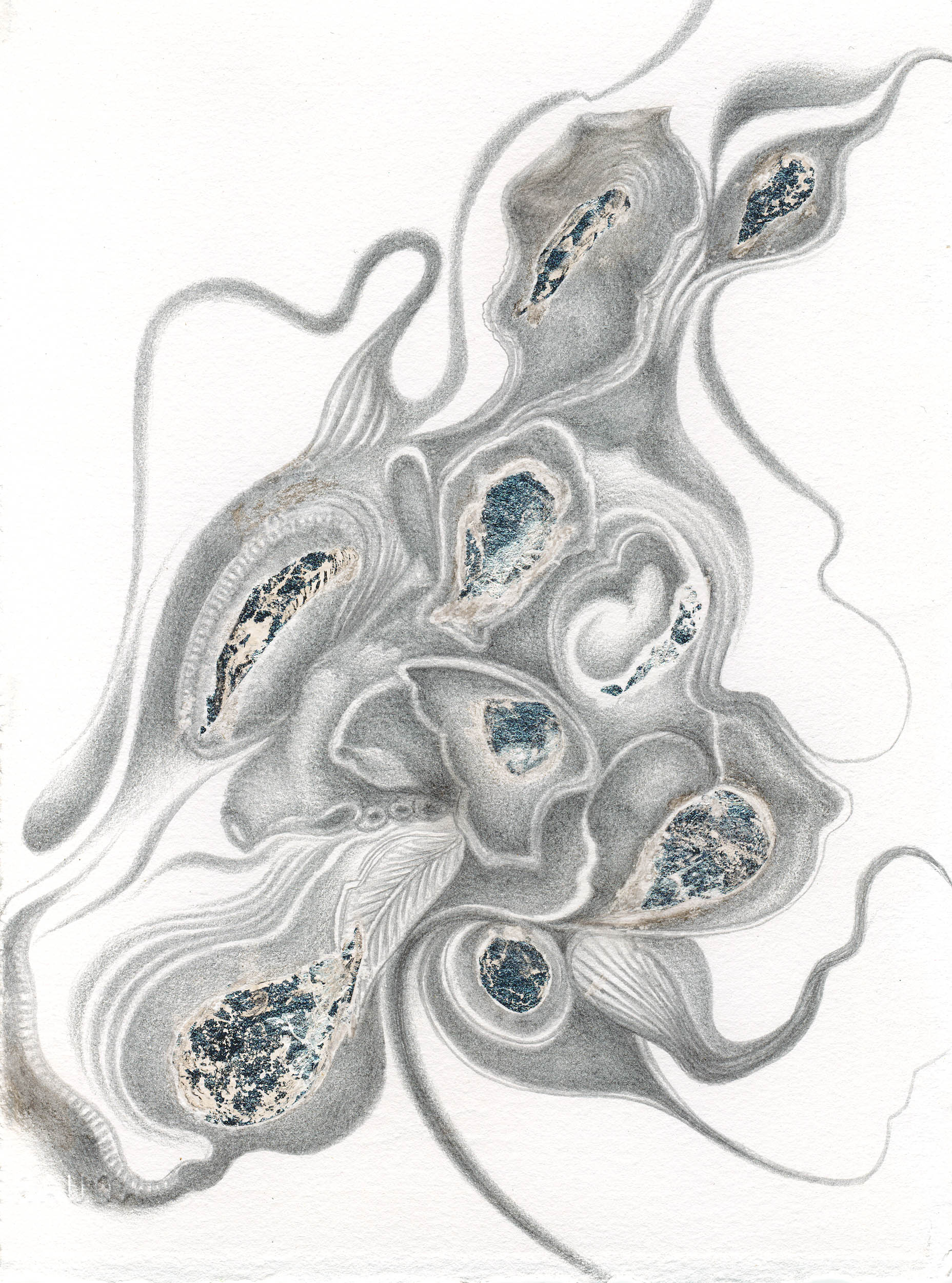
Pierres de Chablis, punta de plata, hoja de plata, acuarela, Jeannine Cook
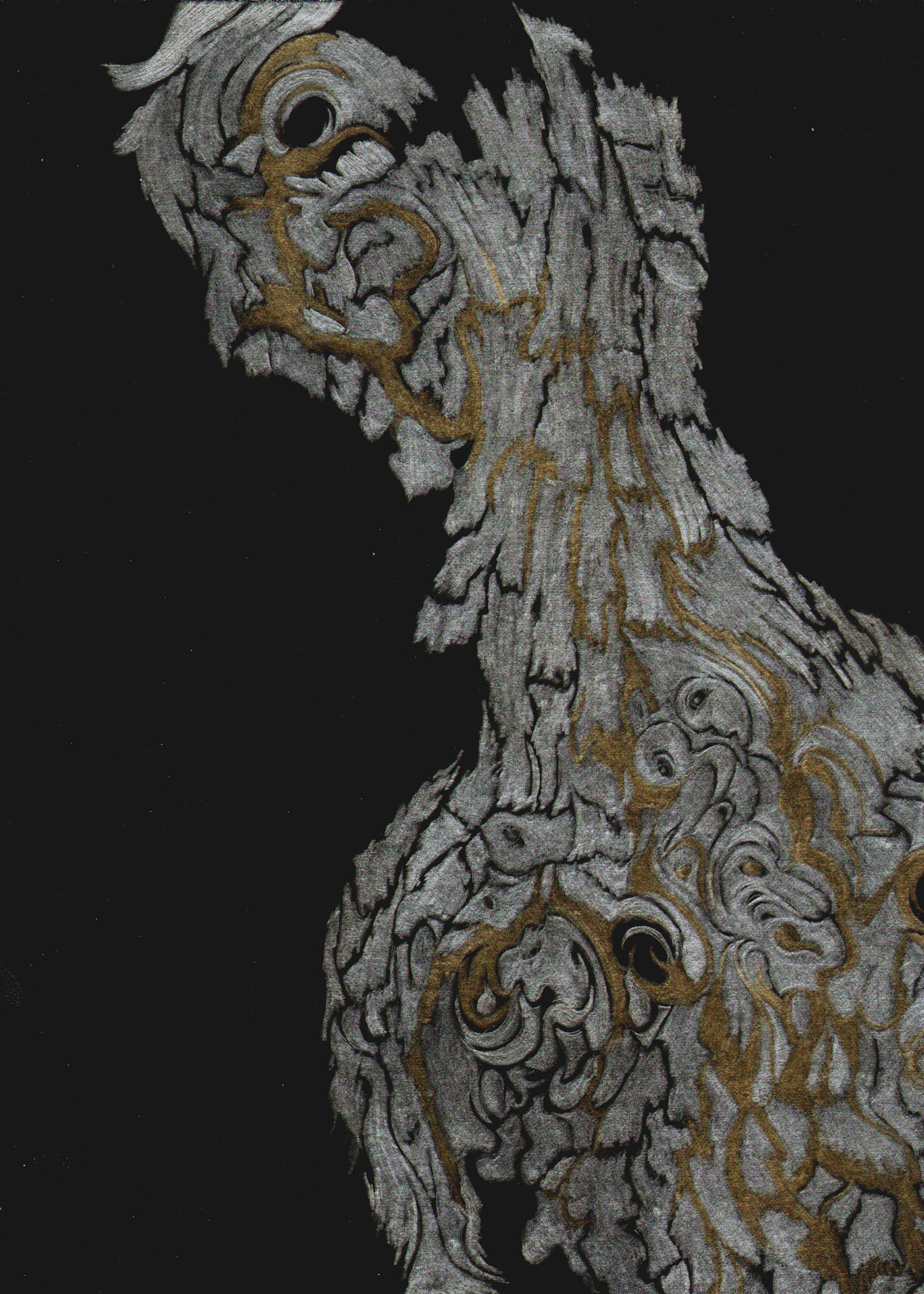
Cork Oak Contours, punta de oro, punta de plata, Jeannine Cook

## Biografía
Jeannine Cook nació en Kenia y creció en las granjas de su familia en la Provincia del Norte de la Tanzania, cerca de Arusha. Desde su primera infancia, había querido involucrarse en la agricultura; trabajaba a lado de los empleados africanos, afrikáans, británicos y sijs en las explotaciones mixtas. Bajo la tutela de su madre, Patricia Wright, aprendió la estructura botánica y el color de los pétales de numerosas flores cultivadas para el comercio de sus semillas. También participaba en el cultivo de café, de la semilla de habichuelas y de plantas aromáticas destinadas a la industria del perfume. Los miembros de la familia de Cook fueron ecologistas comprometidos muchísimos años antes de que esta terminología se utilizase. Compartiendo la misma casa con sus padres y sus abuelos, viajeros cosmopolitas, Cook recibió influencias culturales australianas, europeas, asiáticas (especialmente japonesas) y africanas. Seguramente estas influencias fueron un factor determinante en el desarrollo de su pasión por la naturaleza, los viajes y cualquier forma de arte. Las largas horas apasionantes pasadas en la cámara oscura a lado de su abuelo fotógrafo, contribuyeron también a su amor por las fotografías y los dibujos monocromáticos.  Por otra parte, su abuelo, Francis James Anderson, y su padre, Jack Wright, se dedicaron a muchas actividades en el campo político, y así, Cook aprendió mucho sobre la política local en África y Gran Bretaña, otra influencia importante para ella.
Cook terminó sus estudios de liceo en el Limuru Girls’ School, cerca de Nairobi, Kenia, al mismo tiempo que su país, Tanganica (luego Tanzania), se independizó de Gran Bretaña. Estudió idiomas y administración comercial en Londres y en París. Luego trabajó en París en una organización internacional: la Organización Europea de Desarrollo de Lanzadores (precursora de la Agencia Espacial Europea) antes de cursar los estudios para diplomarse en EFAP, escuela francesa de comunicaciones. 
Se casó con el científico británico, Albert Rundle Cook, y se trasladó a Nueva York, ciudad adoptiva de su esposo. Allí repartía su tiempo entre el arte y la redacción de artículos de prensa, publicados en Connoisseur Magazine y otros periódicos. Cook y su esposo se trasladaron a Georgia en 1983; desde entonces se dedicó a tiempo completo al arte. Actualmente Cook trabaja en sus estudios en la costa de Georgia y en Palma de Mallorca. Su práctica artística se centra en los dibujos con punta de metal.

## Ruta artística

### Práctica artística
Jeannine Cook fue de los primeros artistas contemporáneos que utilizaron la técnica de punta de metal, al lanzarse a su práctica en 1979. Antes, ella se dedicaba a la orfebrería.
Llegó a alcanzar gran maestría y excelencia con la técnica de la punta de metal, por lo que es citada frecuentemente en los tratados sobre esta, y se le solicita la impartición de numerosas conferencias, cursos y talleres en diferentes países, en los cuales enseña las técnicas de punta de metal. Asimismo ha sido varias veces comisaria de exposiciones de dibujos realizados con esta técnica.
La punta de metal era conocida como la técnica empleada en los scriptoria de los monasterios europeos, como Lindesfarne, ya en el siglo VIII, pero incluso muchos siglos atrás, en el año 77, Plinio el Viejo había hecho alusión a los dibujos con plata.
Muy consciente de esa herencia ilustre de la punta de metal, Cook dibuja de preferencia con plata, y siempre al natural. Nunca empieza con trazos  preparatorios en la superficie del papel antes de lanzarse con el estilete de metal, pues considera que trabajar directamente del natural confiere espontaneidad en al dibujo, lo que permite que la intuición guíe las líneas y que el tema seleccionado influya sobre los resultados. Para ella este método de dibujar facilita resultados inesperados, abriéndole nuevos caminos de desarrollo como artista.

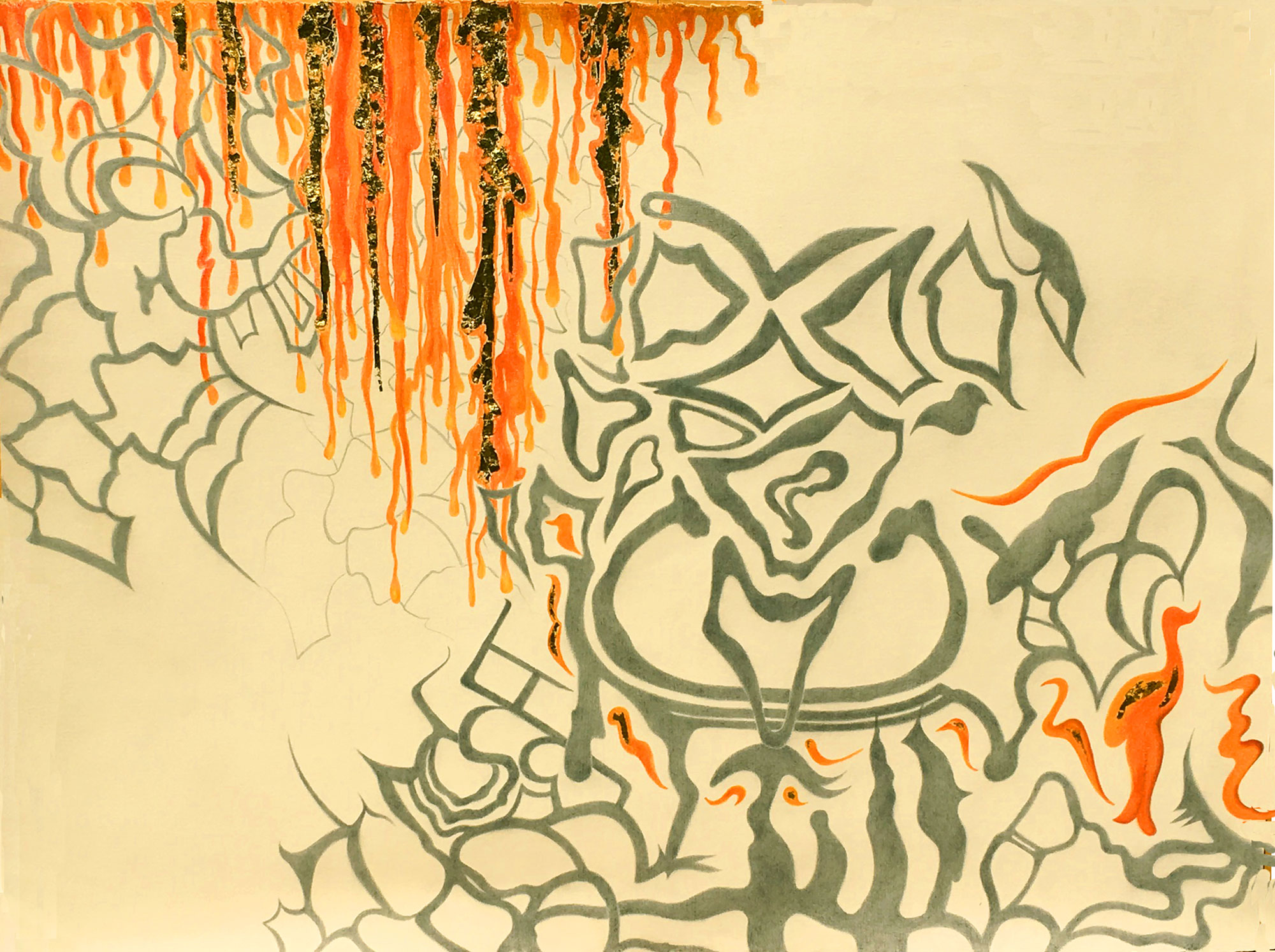
Miro's Pine Tree 1, punta de plata, Jeannine Cook

Rigurosa en su selección de materiales de arte de alta calidad de conservación, Cook suele preparar  sus superficies para dibujos con capas de base en acrílico, sobre todo si está trabajando en el exterior cuando hace calor y hay muchos insectos. Empleando papel o cartón satinado sin ácido, o porcelana de vez en cuando, la artista deja que los dibujos hechos con estiletes de plata o cobre se oxiden naturalmente. 

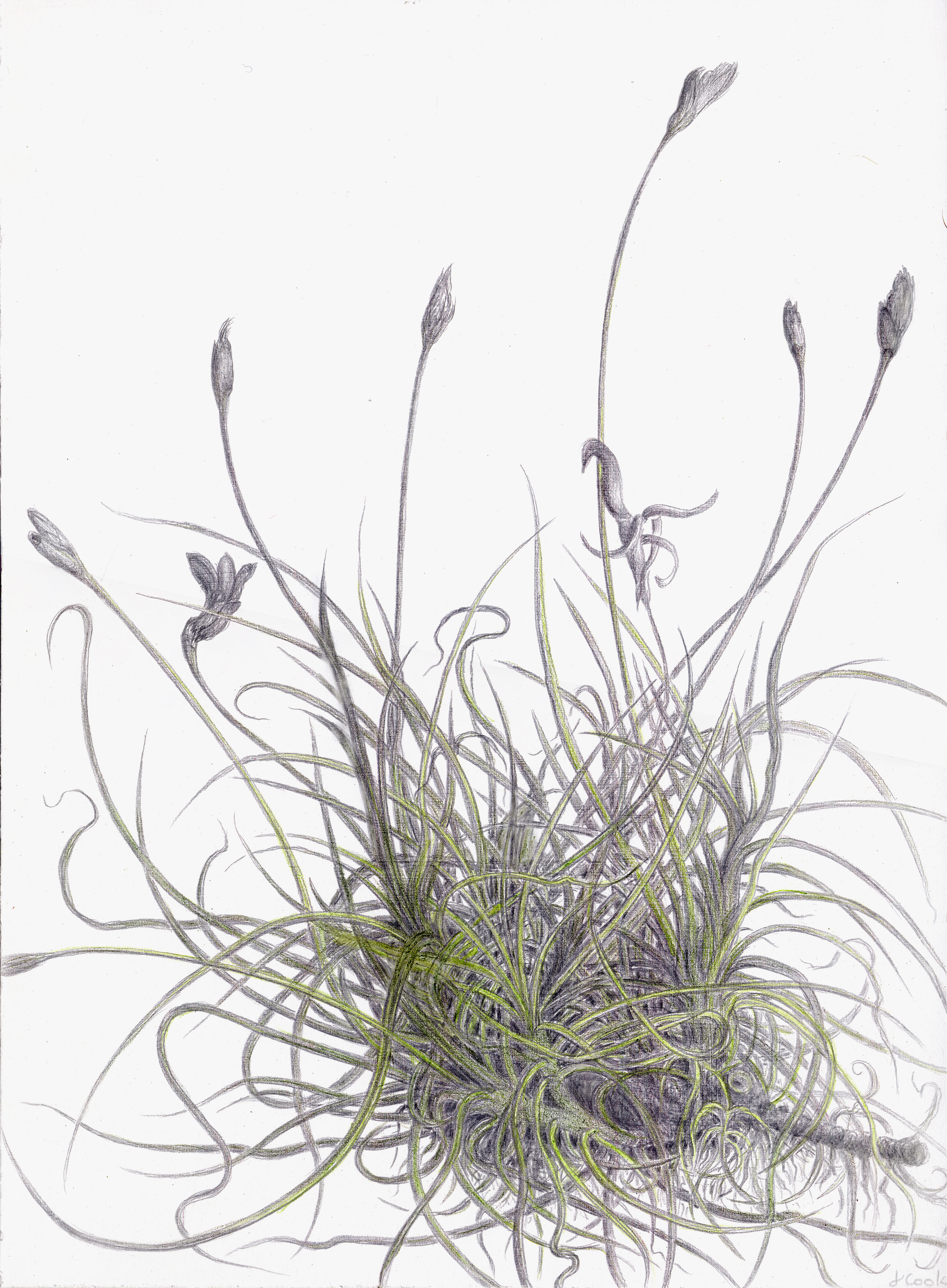
Summer Energy - Tillandsia recurvata, punta de plata, acuarela, Jeannine Cook

Igual que otros artistas contemporáneos de punta de metal, Cook experimenta con la técnica, buscando otras maneras innovadoras de ampliar su lenguaje plástico singular. Combina frecuentemente toques de color con los dibujos monocromáticos, empleando medios tales como Prismacolor, lápices Polychromos, o aplicando papeles de Pilke o Washi japonés, tela de seda o hilos de seda. En otras ocasiones, utiliza capas de base o soportes de color, así en el dibujo Tillandsia recurvata. Su personal lenguaje artístico incluye también pan de oro o de plata, y emplea distintas herramientas de metal (cuchillos, anillos o pulseras, pedazos de plata, etc.) para hacer trazos más gruesos. Cook selecciona gran variedad de formatos de papel para sus dibujos. Su obra incluye también libros de artista y pinturas con acuarela.
Cook utiliza los metales para hacer obras de distintos estilos, desde dibujos realistas de flores, paisajes y otros temas naturales, hasta estudios de cortezas vegetales, piedras u otros materiales naturales, que parecen totalmente abstractas. Sin embargo, estos estudios reflejan la realidad aunque vista de muy de cerca.
Algunas de sus series recientes son: Pensando en Miró, dibujos inspirados en la obra de este artista hechos dentro y alrededor de la Fundación Pilar i Joan Miró en Palma de Mallorca; una serie titulada Terratorium basada en la región de Chablis, Borgoña, Francia; y De Naturae, estudios de la naturaleza inspirados en muchos temas distintos. En 2022, Cook se embarcó en un ambicioso proyecto a gran escala titulado Olive Tree Waltzes, un conjunto de dibujos en punta de plata y punta de oro que están diseñados para mostrarse juntos.
Una gran parte de la obra reciente de Cook la realizó durante sus estancias en residencias de arte en Francia, en La Porte Peinte Centre pour les Arts, Noyers sur Serein, Bordeneuve Retreat, Betchat (Ariège), Kamiyama (Shikoku, Japon),  RUC, Cividate Camuno, Italia y Hotel Sainte Valiere, Sainte Valiere,  y también en Portugal en OBRAS, Estremoz.
A medida que Cook ha evolucionado como artista de punta de metal, su selección de temas ha ido ampliándose más allá de los primeros estudios botánicos, fruto de la influencia profunda de su niñez en África Oriental rodeada de la naturaleza tropical. Apasionada por los asuntos del medio-ambiente, Cook nos invita a despertarnos, a mirar y a mirar aún más atentamente a la naturaleza. Su arte funciona como promotor de una valoración más informada, más profunda sobre nuestro planeta, para que vayamos observando los detalles reveladores del pasado y del presente de la naturaleza: cedros rojos azotados por huracanes que perduran como esqueletos de plata bruñida, cortezas de árboles que hablan de su edad avanzada y de su resistencia, piedras que nos dan testimonio de dramas geológicos del pasado. Teniendo en cuenta que la mayoría de la población mundial reside hoy en día en ciudades, Cook ve imprescindible compartir con los amantes del arte la complejidad, la elegancia y la importancia vital del más mínimo aspecto del mundo natural que nos rodea. La rareza y el encanto de la técnica de punta de metal, con sus juegos inesperados de luz, despiertan la curiosidad y fascinan; y así se ofrece un punto de partida para el diálogo sobre asuntos más profundos,  como el respeto del medio ambiente y sobre las recompensas que nos esperan al despertarnos a la riqueza de la naturaleza.

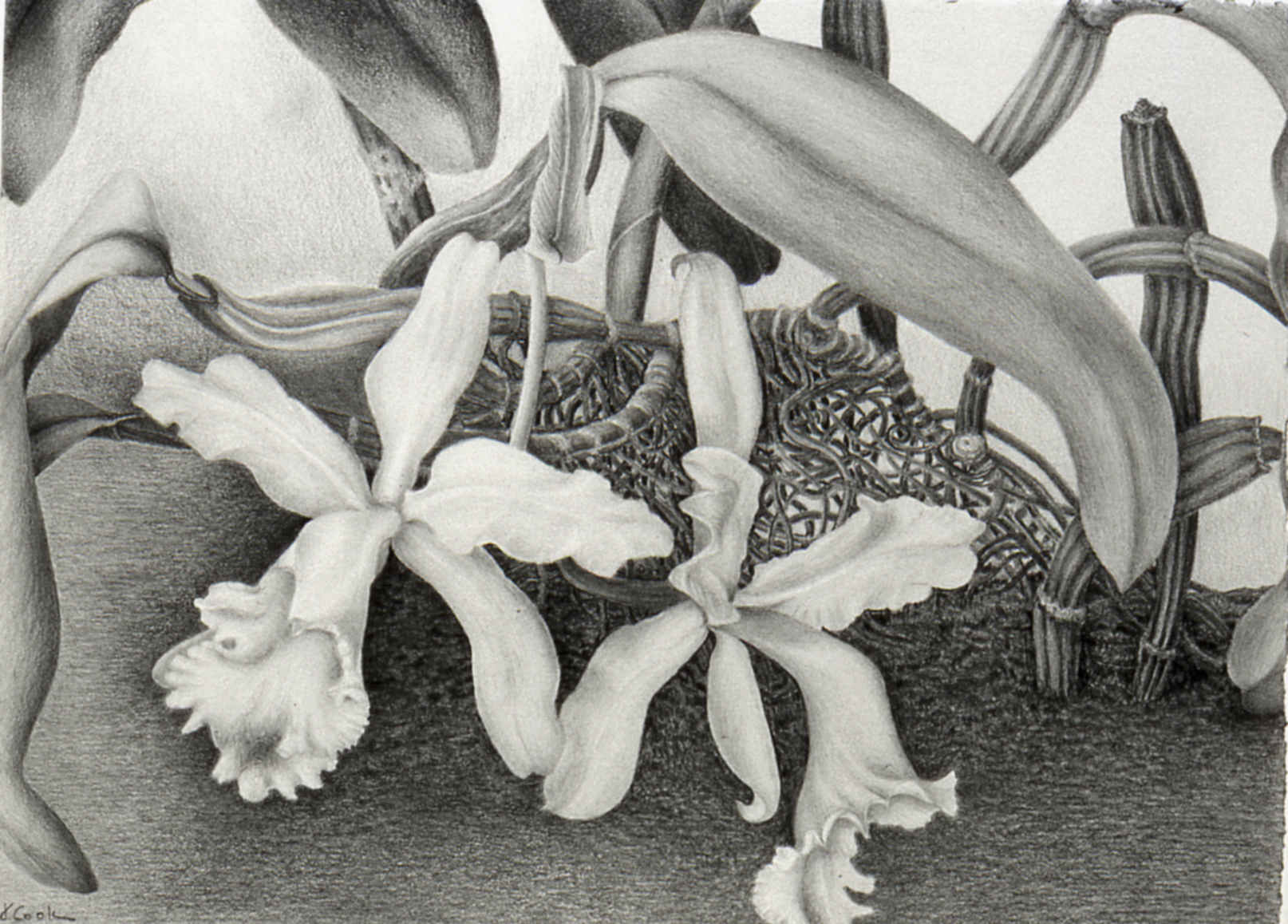
Remembering (Catteleya), grafito, Jeannine Cook
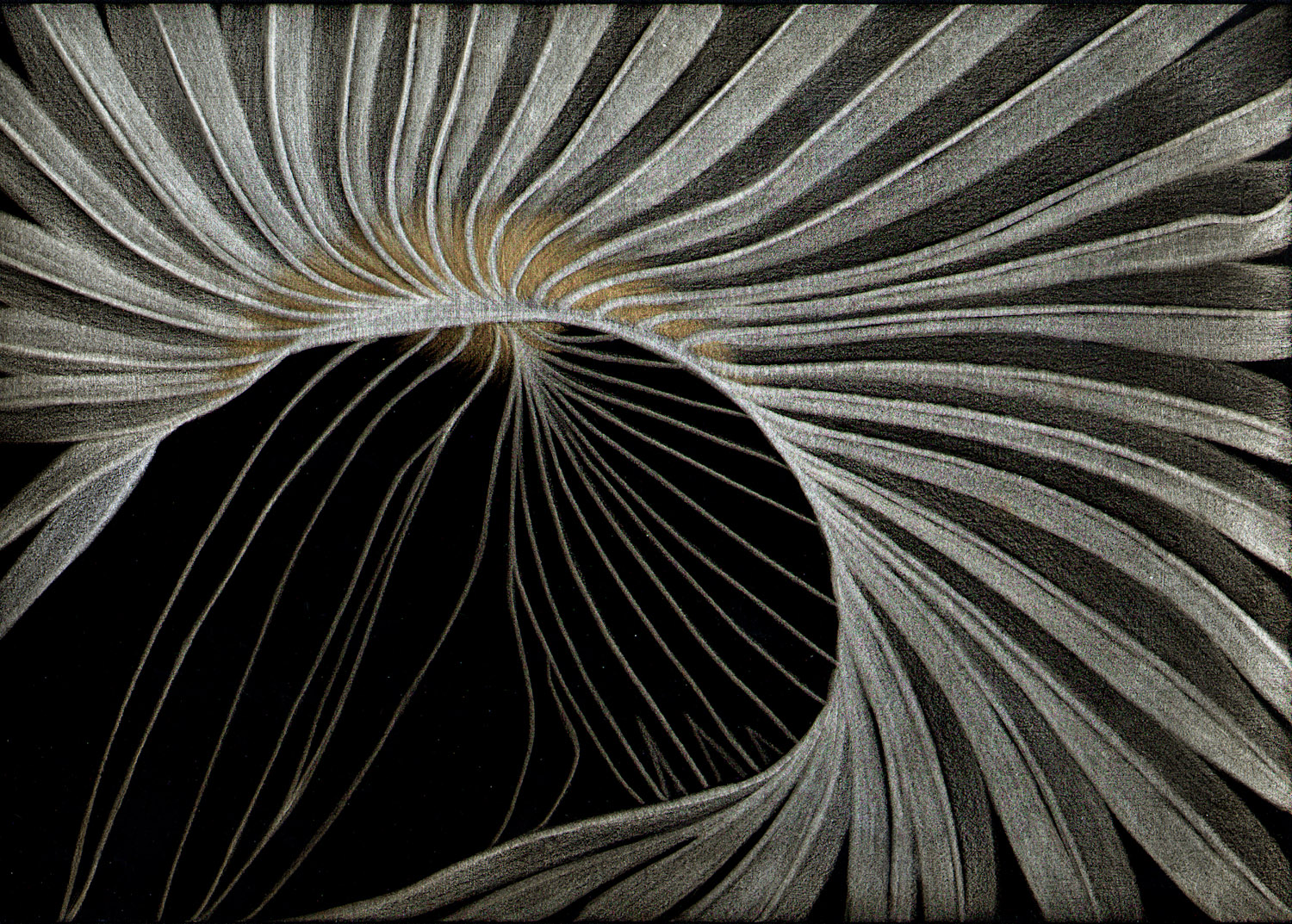
Palmetto Frond, punta de platat, Jeannine Cook
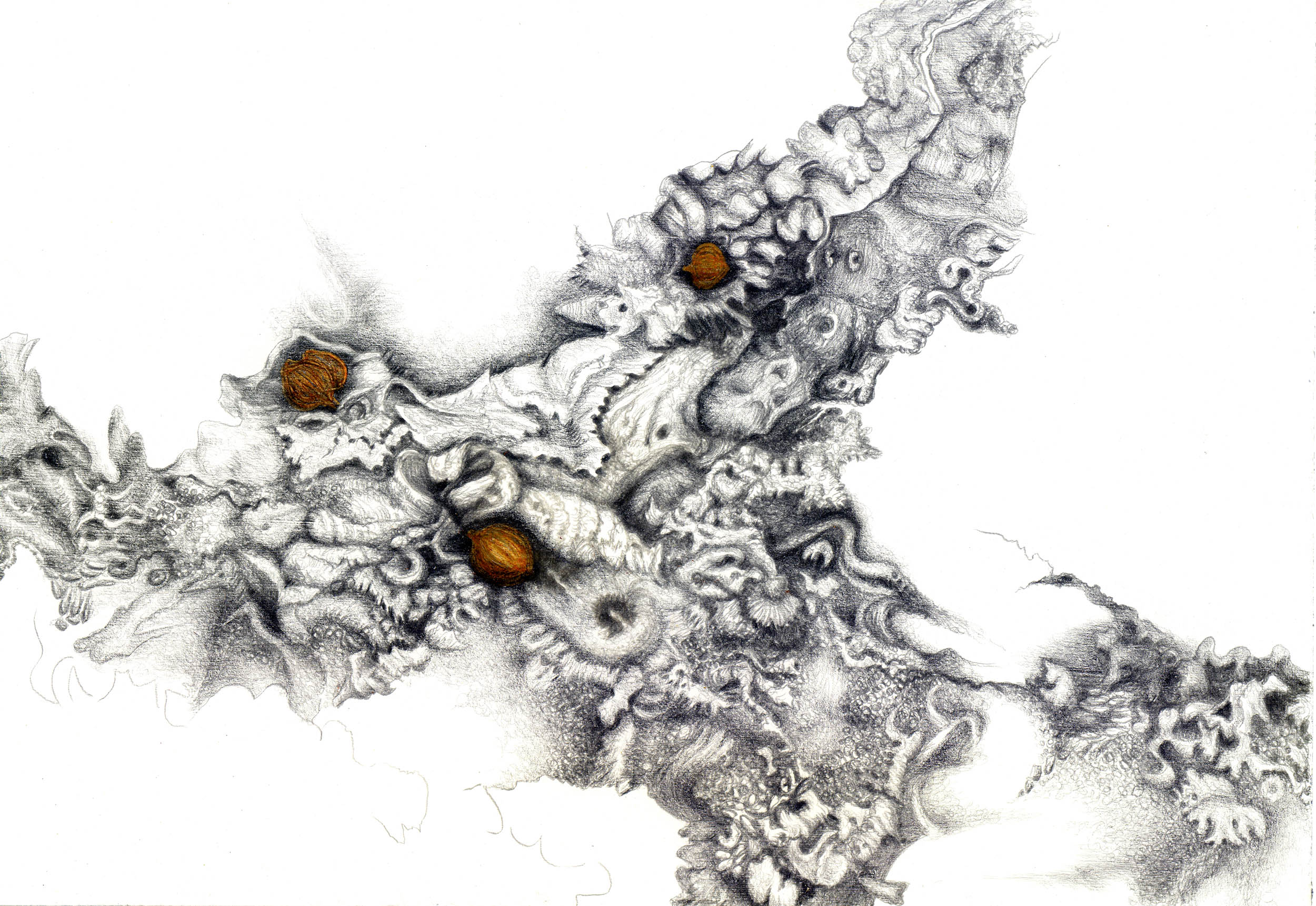
Stone Lace I, punta de plata, Prismacolour, Jeannine Cook
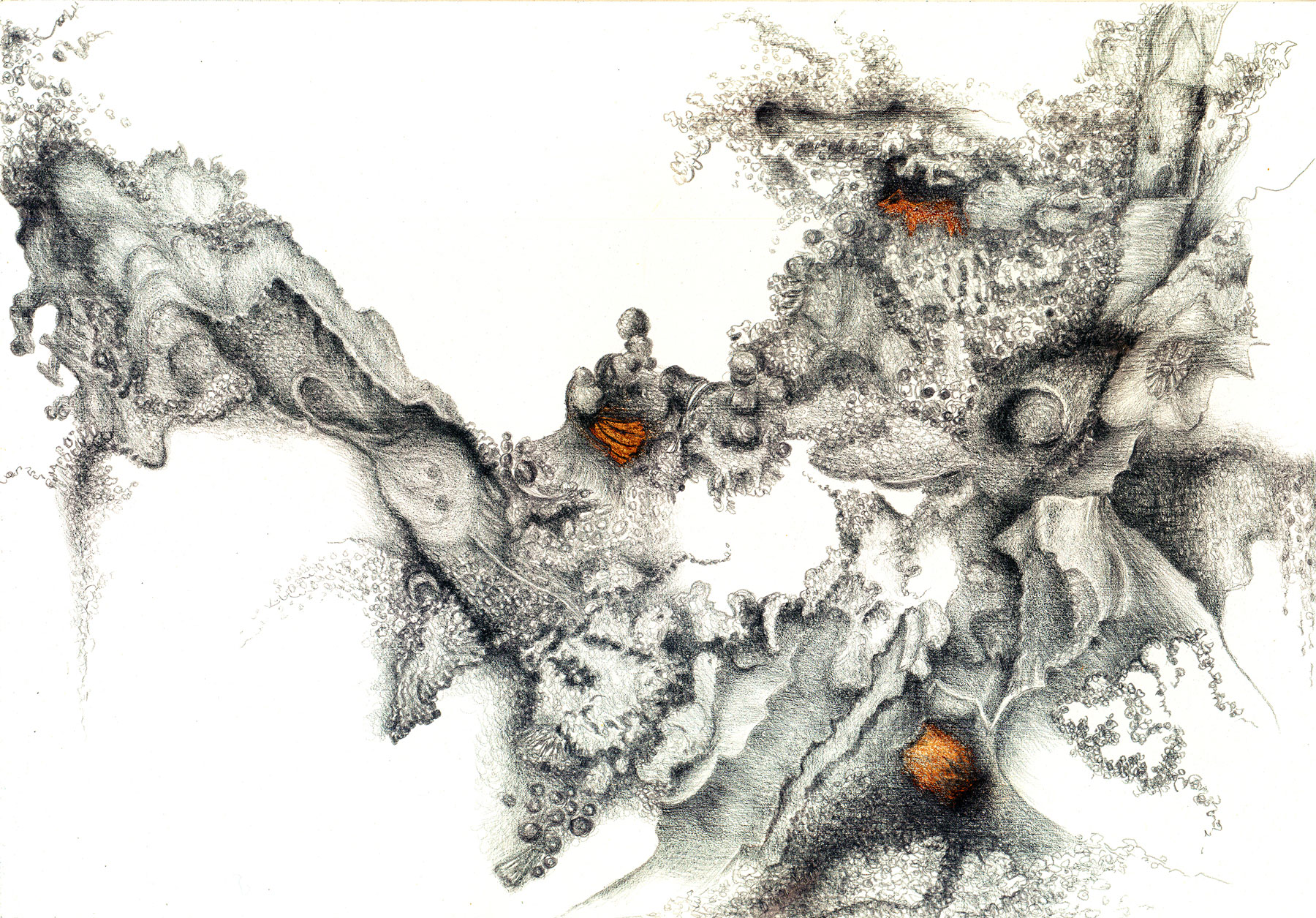
Stone Lace II, punta de plata, Jeannine Cook
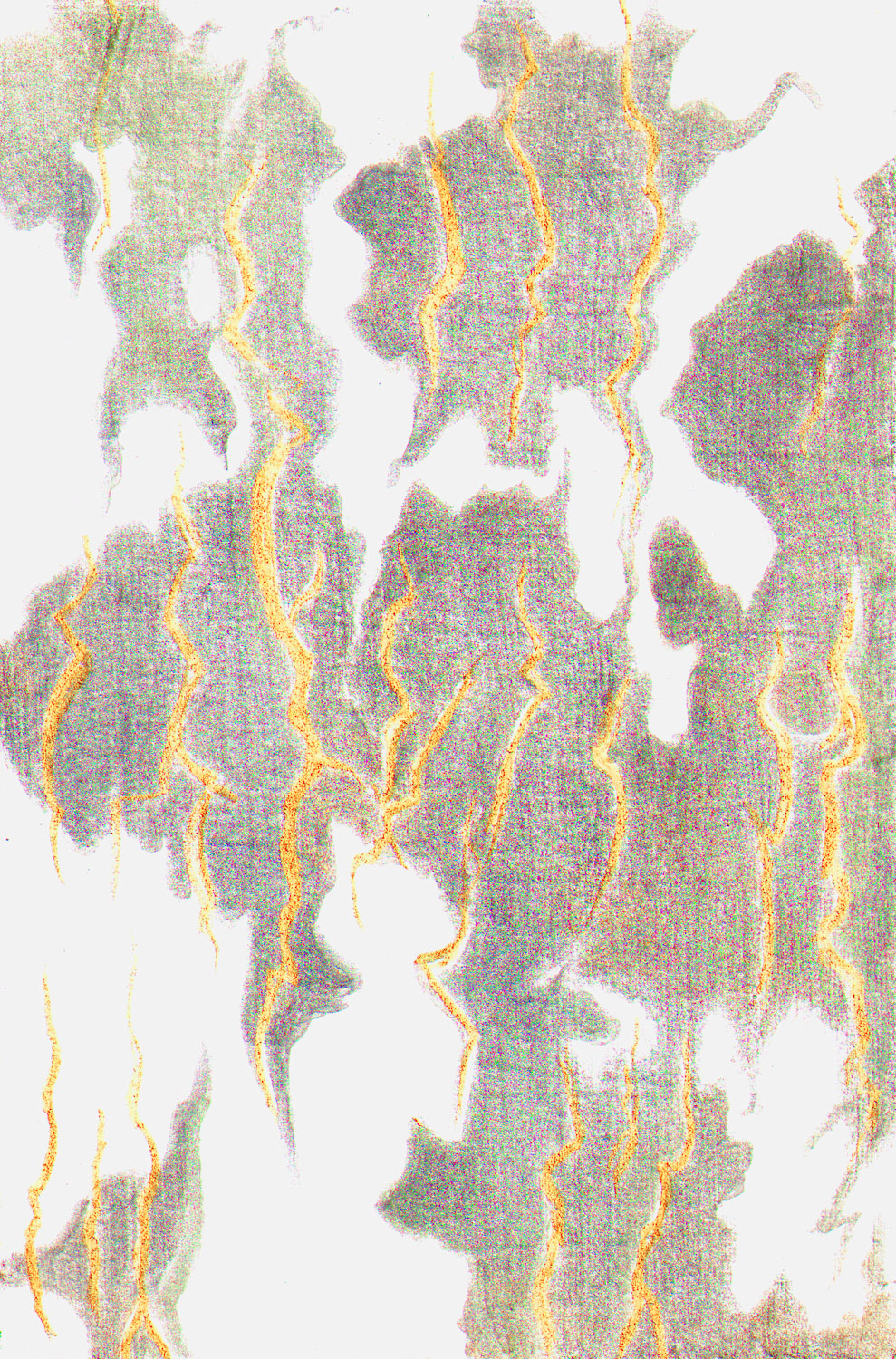
Japanese Maple Bark, punta de plata, punta de cobre, Prismacolour, Jeannine Cook

### Exposiciones

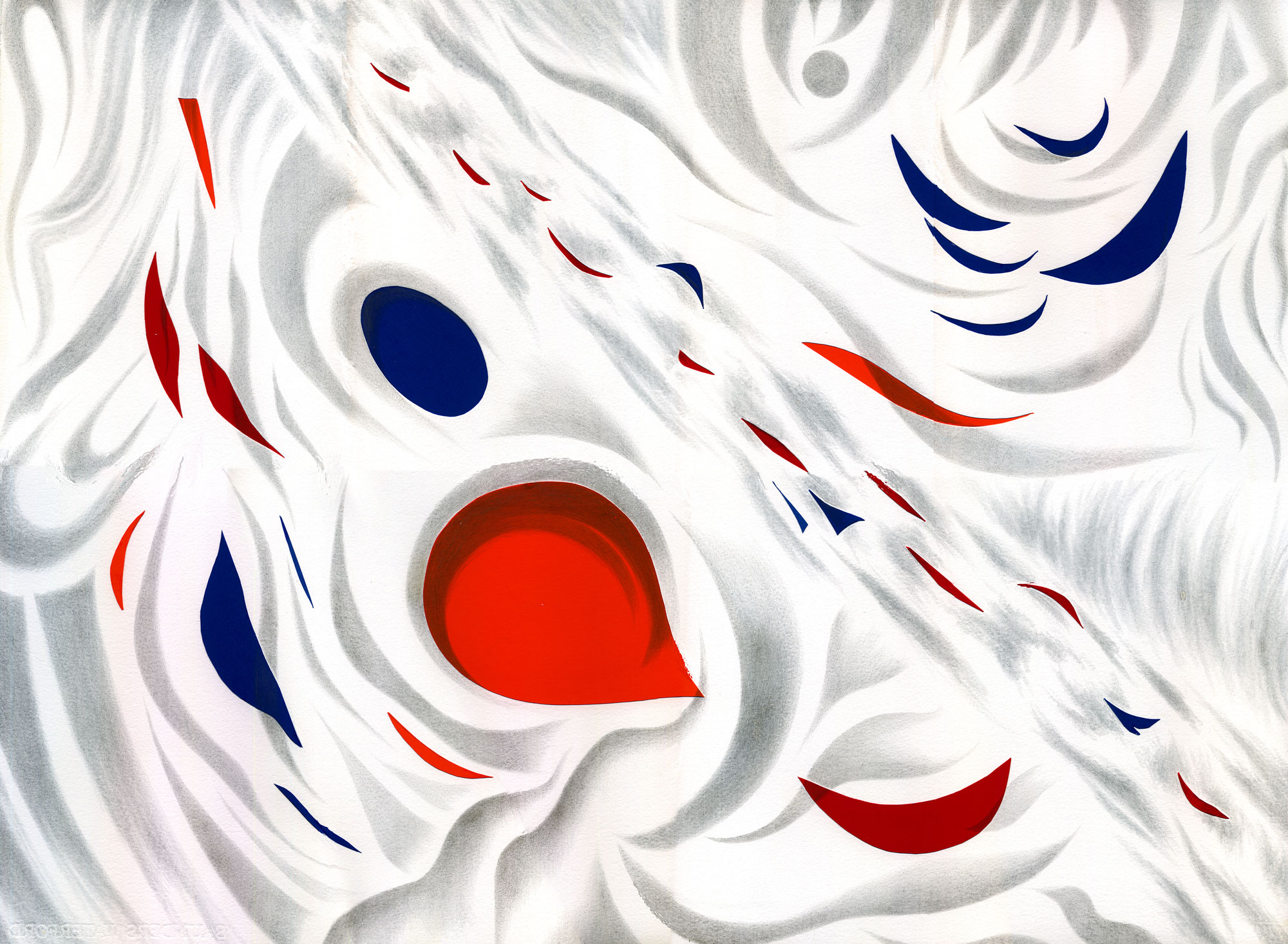
Pensando en Miró 1, punta de plata, papel Plike, Jeannine Cook

Jeannine Cook presentó más de una docena de exposiciones individuales en museos y galerías. También ha participado, desde 2010, en más de veintidós exposiciones colectivas de punta de metal en museos y galerías, bien por invitación o bien por elección de un jurado, tanto en Europa como en los Estados Unidos. Los lugares de exhibición incluyen el Jardin Botánico Historico La Concepción (Málaga, Spain), Can Vivot (Palma de Mallorca, Spain),  MA Arte Contemporáneo (Palma de Mallorca, España), Museo de Arte de San Diego (San Diego, California, Estados Unidos), Can Prunera Modernista (Sóller, Mallorca, España), The Ashantilly Center (Darien, GA, Estados Unidos), Emory University (Atlanta), Birmingham Botanical Gardens (Alabama, Estados Unidos), Norfolk Arts Centre (Norfolk, Nebraska, Estados Unidos), Fundación Barceló (Mallorca, España), Telfair Museums (Savannah, Georgia, Estados Unidos), National Arts Club (Nueva York, Estados Unidos), Clement Art Gallery (Troy, Nueva York, Estados Unidos), Evansville Museum of Arts, History and Science (Indiana, Estados Unidos), Musée des Arts Naïfs et Populaires de Noyers (Noyers sur Serein, Yonne, France), The Colors of Humanity Art Gallery (en línea), Marbury NYC (Nueva York, Estados Unidos), Morris Graves Museum of Art (Eureka, California, Estados Unidos), Swope Art Museum (Terre Haute, Indiana, Estados Unidos), Berkeley Art Museum and Pacific Film Archive (Berkeley, California, Estados Unidos) y  North Carolina Museum of Natural Sciences(Raleigh, Carolina del Norte, Estados Unidos).

### Colecciones
Los dibujos en punta de metal de Jeannine Cook están en las colecciones permanentes de más de cuarenta instituciones públicas de arte en Europa, Australia y los Estados Unidos. Entre ellas se encuentran el British Museum (Londres, Inglaterra), el Victoria & Albert Museum (Londres, Inglaterra, el Museo Fitzwilliam (Universidad de Cambridge, Inglaterra) New Hall Women's Art Collection (en Murray Edwards College, Universidad de Cambridge, Inglaterra)[1] , Whiteworth Gallery (Manchester, Inglaterra),  Museo de Bellas Artes de Bilbao (España), Museo de Arte de Huntington (Huntington, Virginia Occidental, Estados Unidos), Museo de Arte de Fort Wayne (Fort Wayne, Indiana, Estados Unidos), National Museum of Women in the Arts (Washington, Estados Unidos), Gibbes Museum of Art (Charleston, Carolina del Sur, Estados Unidos), McNay Museum of Art (San Antonio, Texas, Estados Unidos), Western Australian Museum (Perth, Western Australia), The State Library of Western Australia, Perth,  Legion Paper East, (Nueva York, Estados Unidos), North Carolina Museum of Natural Sciences (Raleigh, Carolina del Norte, Estados Unidos), Dr. Shirley A Sherwood Collection (Londres, Inglaterra), Mayo Foundation (Rochester, MN, Estados Unidos), Spring Island Trust (Spring Island, Okatie, Carolina del Sur, Estados Unidos) y el Consejo Insular de Mallorca (Islas Baleares, España),

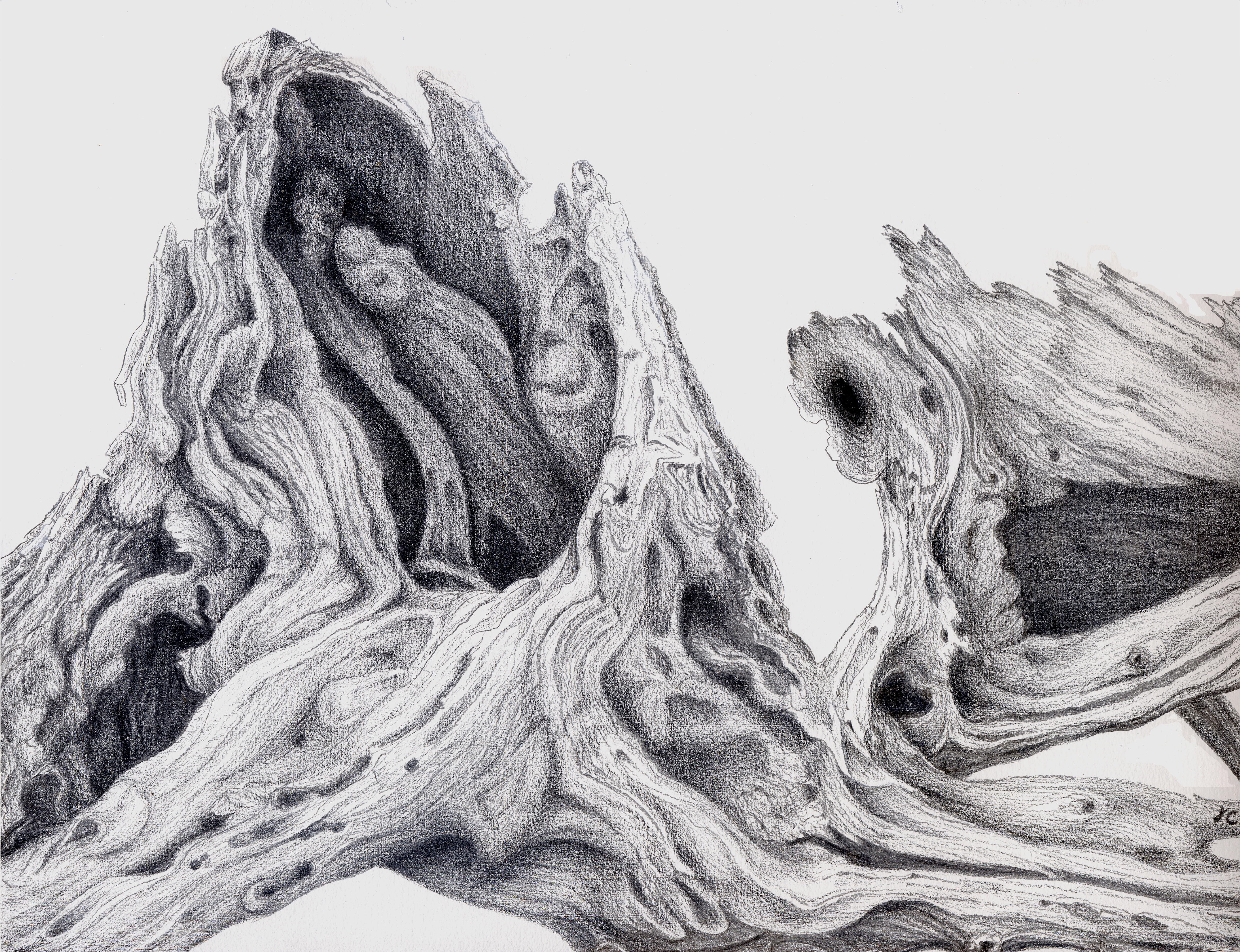
The Weathered Cedar, punta de plata, Jeannine Cook. Colección del Museo Británico, Londres, Inglaterra.
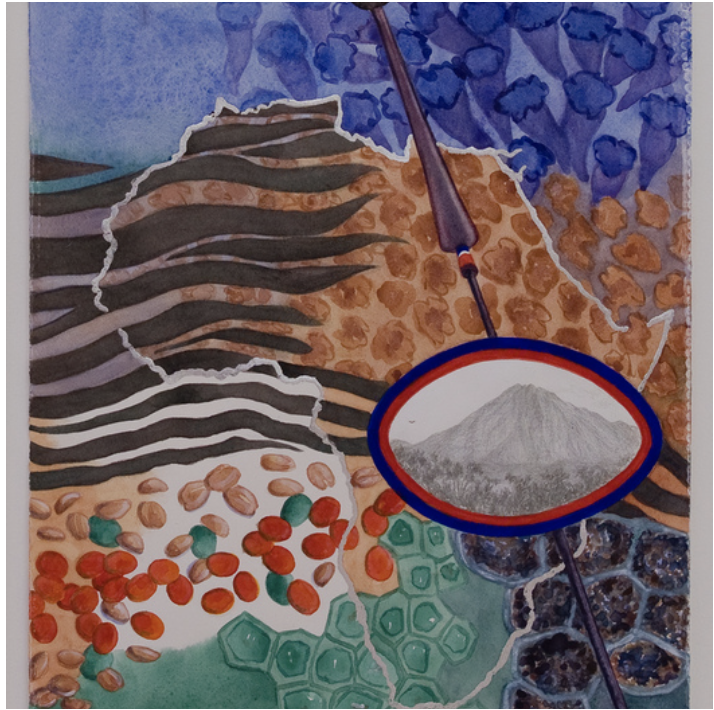
Patterns of Africa, medios mixtos, Jeannine Cook. Colección de New Hall Art Collection, Murray Edwards College, University of Cambridge, Cambridge, Inglaterra.
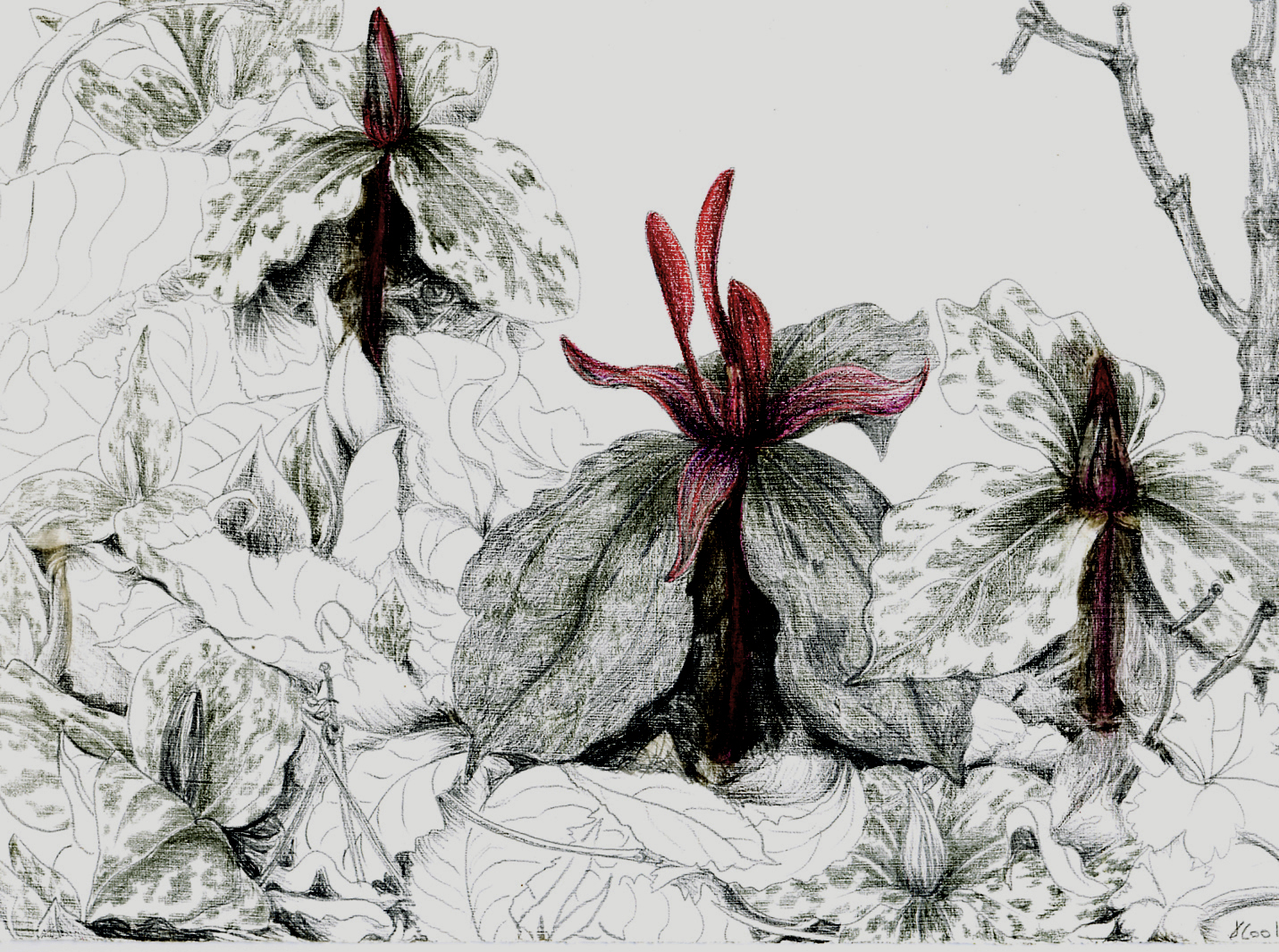
Trillium maculatum, Spring Island, punta de plata, punta de cobre, Jeannine Cook. Colección de Spring Island Trust, Okatie, South Carolina, Estados Unidos.